# Ревейо де Ленс, Алин

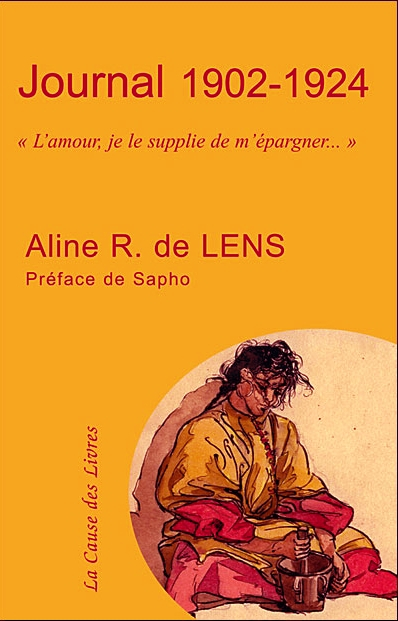
Обложка первого издания дневника Алин Ревейо де Лeнс

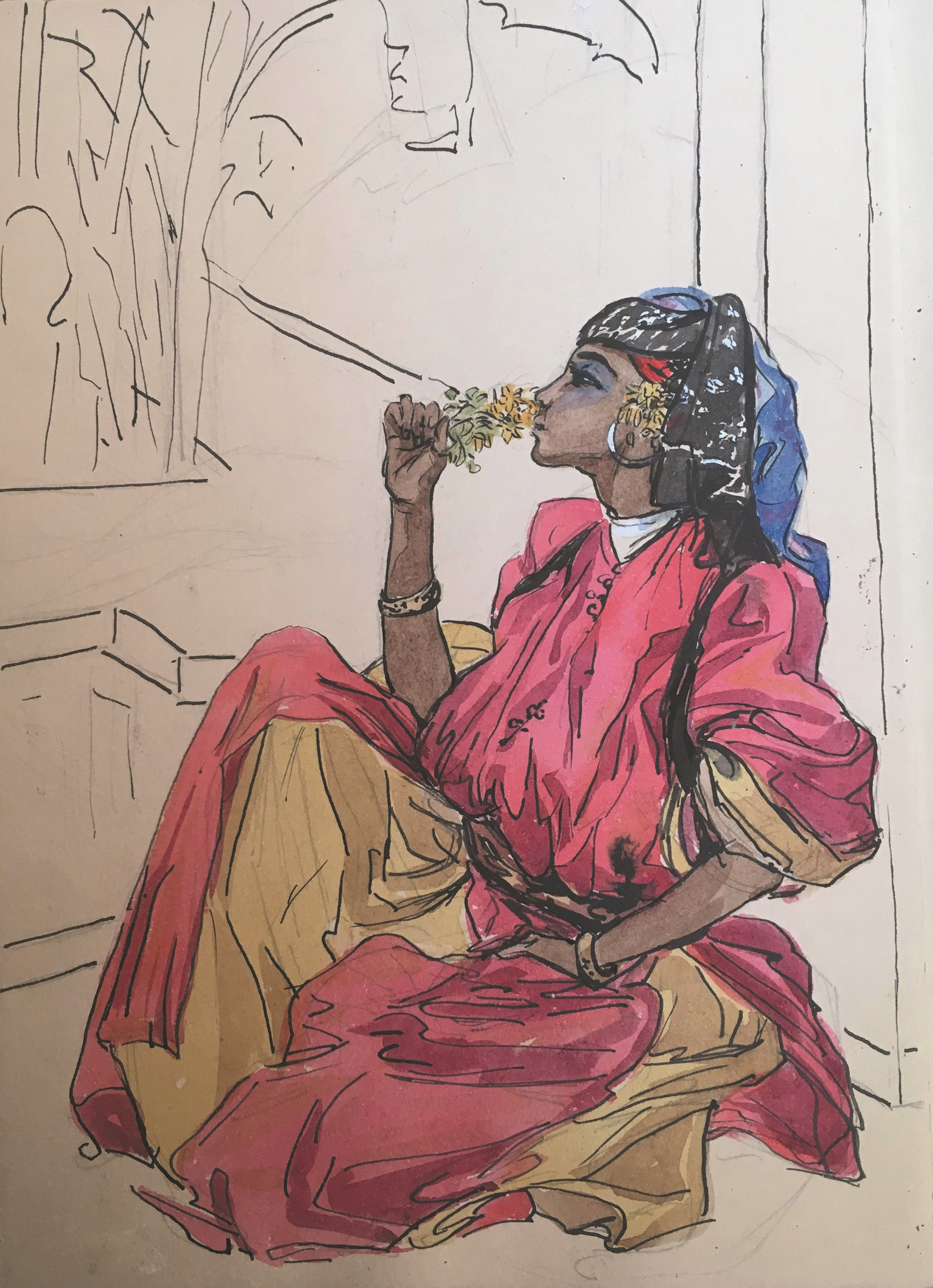
Гуашь написанная Алин Ревейо де Лeнс из сборника Марокканские женщины

Алин Ревейо де Лeнс (фр. Aline Réveillaud de Lens; 2 марта 1881, Париж — 10 февраля 1925, Фес), французская писательница и художник, которая с 1911 года жила и работала в Тунисе и Марокко. Она подписывала свои работы: A. R. de Lens, A.-R. de Lens, Aline de Lens.

## Биография
Алин де Ленс была первой из пяти детей Эмиля Деленса (фр. Emile Delens, написание фамилии было официально изменено только в 1921 г.). Ее отец был известным парижским хирургом. Состоятельная семья дала детям художественное образование, типичное для того времени: Алин играла на скрипке и рисовала. В своем дневнике она призналась, что хотела пойти по стопам отца и изучать биологию или химию, но ее плохое здоровье и неврастения не позволили сделать это.
Она решила посвятить свою жизнь живописи. Сперва поступила в известную Академию Жюлиана, а потом, в 1904 г., стала одной из первых женщин принятых в парижскую Национальную высшую школу изящных искусств (ателье Умбер). В 1908 г. она отправилась в Испанию, чтобы поправить свое здоровье. В том же году познакомилась с Андре Ревейо (фр. André Réveillaud), который был моложе её на шесть лет. Они решили пожениться, но не консуммировать брак, чтобы не потерять уникальное чувство, которое их объединило.
Обеим семьям было трудно принять брак своих детей и это стало одной из причин, по которой пара решила покинуть Францию. В 1911 году, на следующий день после свадьбы, Алин и Андре отправились в Тунис, где Андре стал колониальным чиновником. В конце 1913 года он был переведен в Марокко, недавно созданный французский протекторат, и чета переехала в Рабат. В 1915 г. в «Ревю де Пари» Алин Ревейо де Лeнс опубликовала свою первую статью: «В Марокко во время войны» (фр. « Au Maroc pendant la guerre »). В статье высоко оценивалась колониальная политика Франции и действия генерала Лиоте — Генерального Резидента Франции в Марокко, который был восхищен этим текстом. Несколько лет спустя писательница посвятит ему вторую часть своих рассказов из сборника «Полуоткрытый гарем. Марокканские обычаи» (фр. Le harem entr’ouvert. Mœurs marocaines).
В ноябре 1915 года семья Ревейо переехала в Мекнес. Здесь писательница была вовлечена в работу Службы аборигенного искусства (фр. Service des Arts Indigènes), которая занималась защитой марокканского культурного наследия и написала несколько статей для ознакомления французских читателей с марокканской культурой и искусством. В 1917 году начала публиковать короткие рассказы, которые потом вошли в вышеупомянутый сборник «Полуоткрытый гарем. Марокканские обычаи». В 1922 г. был опубликован ее роман «За старыми разрушенными стенами» (фр. Derrière les vieux murs en ruines).
24 мая 1921 года Алин Ревейо де Лeнс призналась в своем дневнике, что она уже два года тяжело болеет и у нее ампутировали левую грудь. Операция не помогла. Братья Таро, посетившие ее описали измученные страданиями тело писательницы и ее яркие глаза, свидетельствующие о необыкновенной активности ума. В заключительной записи ее дневника, сделанной уже от руки мужа, написано, что последние десять месяцев своей жизни она лежала почти неподвижно, испытывая боль и страдание. Алин Ревейо де Лeнс скончалась 10 февраля 1925 года в Фесе.

## Творчество
Сегодня картины Алин Ревейо де Лeнс практически неизвестны. В 1947 году её сестра Мари-Тереза подарила коллекцию из более чем ста её картин в новопостроенное здание ратуши города Мекнес, где они должны находиться в постоянной экспозиции. В настоящее время только шесть её полотен можно увидеть в одном из зданий городской коммуны Мекнеса. В частных архивах семьи де Ленс есть список этих картин и фотографии шести; у семьи остались также 20 оригинальных гуашей — один был использован на обложке первого издания ее дневника.
Сегодня Алин Ревейо де Лeнс известна в основном как писательница. В период с 1917 по 1919 год в «Ревю де Пари» появились 23 её коротких рассказа, которые затем были опубликованы в 1919 году в сборнике «Приоткрытый гарем. Марокканские обычаи» (фр. Le harem entr’ouvert. Mœurs marocaines). Книга состоит из двух частей, тунисской и марокканской, и представляет проблемы арабских женщин, такие как жизнь под запретом в гареме и зависимость от мужчины, но также их повседневные удовольствия. В «тунисских» рассказах европейский рассказчик легко идентифицируется с автором, а во второй части, в которой видно влияние пребывания писательницы в Марокко, рассказчик является частью мира Магриба. Некоторые рассказы в «марокканской» части также вдохновлены классической арабской поэзией и восточной традицией публичных рассказчиков.
В 1922 году вышла самая интересная её книга «За старыми разрушенными стенами» (фр. Derrière les vieux murs en ruines). Она имеет подзаголовок «марокканский роман» и написана в виде дневника француженки, которая только что переехала в Мекнес. Сюжет романа — это стремление местного богатого человека к браку с дочерью его старого врага, который дал ей редкую в исламском мире привилегию: она не может выйти замуж против своей воли. Девушка не хочет выходить замуж за гораздо более старшего мужчину, но он подкупает её родственников и в итоге женится на ней. Но эта история — только предлог, чтобы описать жизнь марокканских женщин и их отношения с европейским рассказчиком. На страницах этого романа видно уважение к другой культуре, очень редкое в то время.
Незадолго до своей смерти в 1925 году Алин Ревейо де Лeнс опубликовала «Странное приключение Агиды» (фр. L’Etrange Aventure d’Aguida). Это три рассказа на похожую тему: марокканские герои из-за махинаций своих земляков попадают в сложное положение и спасаются французской парой, в которой легко узнать чету Ревейо. Хотя писательница определяет в рассказах колониальную перспективу, присутствие французов в Марокко не оценивается в них однозначно положительным.
Также в 1925 году, но уже после смерти писательницы, вышла её книга «Практика марокканских гаремов. Колдовство, медицина, красота» (фр. Pratiques de harems marocains. Sorcellerie, médecine, beauté). Она состоит из магических рецептов, собранных в местных гаремах, и ранее опубликованных в журнале «Марок Медикаль». В книге Алин предварила эти рецепты только своим введением, она не комментирует эти практики, иногда абсурдные с точки зрения медицины, относится к их авторам с уважением и хочет их понять.
Семь лет спустя после смерти писательницы, в 1932 году, «Ревю де Пари» опубликовал ещё один сборник её рассказов — «Мавританские сады» (фр. Jardins maures). Настоящим героем здесь является пространство, а именно упомянутые в названии книги сады. Они становятся заменой живой природе и местом, которое утешает мусульманских женщин живущих в заточении.
Алин Ревейо де Лeнс была также автором многих статей. Иногда они носят чисто этнографический характер, как, например, «Праздник Аиссауаса в Мекнесе» (фр. La Fête des Aïssaouas à Meknès), иногда являются чисто пропагандистскими, как «В Марокко во время войны» или «Женская рабочая сила в Марокко» (фр. La Main-d'œuvre féminine au Maroc), где автор предлагает марокканским женщинам начать работать в гаремах, что будет выгодно для общества. Такая пропаганда практически отсутствует в её рассказах и романах.
Только в 2007 году был опубликован дневник Алин Ревейо де Лeнс. Хотя он был подготовлен к публикации еще в 20-х годах XX века, проект не состоялся из-за трагической смерти её мужа в 1926 году. Обширные фрагменты этого дневника были использованы братьями Таро в их романе «Любимые» (Les Bien Aimées, 1932). Позднее этот дневник был найден среди их бумаг в отделе рукописей Национальной библиотеки Франции Филиппом Лежёном, который работал тогда над своей книгой «Девичье "я". Исследование дневника девушки» (фр. Le Moi des demoiselles : enquête sur le journal de jeune fille). Исследователь описал в ней Алин Ревейо де Лeнс и её дневник, вероятно повлияв своей книгой на его издание.

## Произведения
- Le Harem entr’ouvert. — Paris: Calmann-Lévy Éditeurs, 1919. Второе издание: . — Casablanca: Éditions Le Fennec, 2009. — ISBN 978-9954-415-97-9.
- Derrière les vieux murs en ruines. Roman marocain. — Paris: Calmann-Lévy Éditeurs, 1922.
- 'L’Étrange Aventure d’Aguida. — Paris: Les Éditions de France, 1925.
- 'Pratiques des harems marocains. Sorcelleries, médecine, beauté. — Paris: Librairie orientaliste Paul Geuthner, 1925. Второе издание: . — Casablanca: Éditions du Sirocco, 2008. — ISBN 9954-8851-3-7.
- Journal 1902-1924. « L’amour, je le supplie de m’épargner… », texte revu par Antoinette Weil, préface de Sapho. — Paris: La Cause des Livres, 2007. — ISBN 978-2-9519363-8-6.
- Статьи, короткие рассказы, романы напечатанные в прессе или журналах.